# Fédéralisation de Buenos Aires

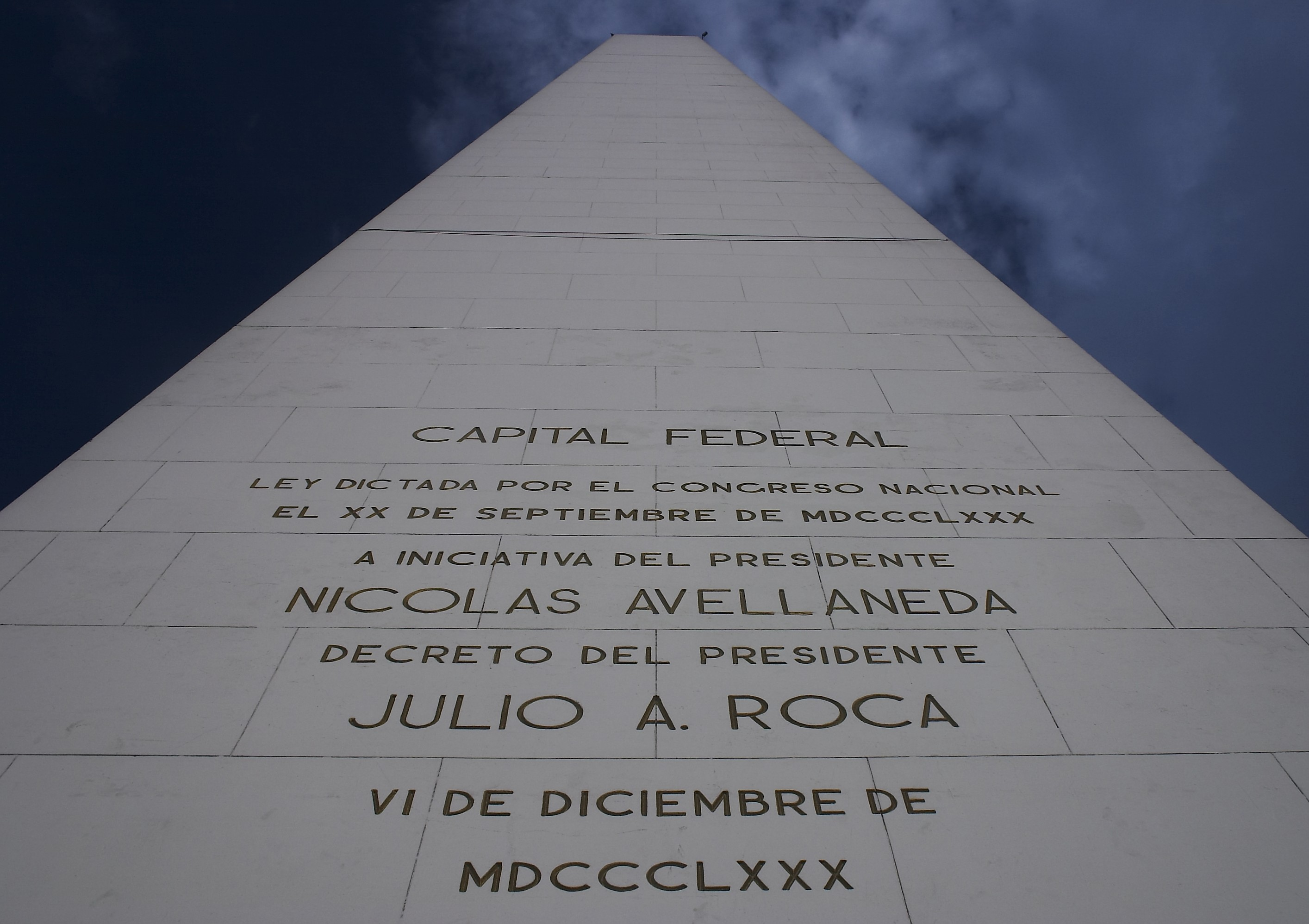
La face ouest de l’obélisque de Buenos Aires remémore la fédéralisation de la ville.

La fédéralisation de la ville de Buenos Aires fut l’acte politique par lequel, en 1880, le pouvoir exécutif national, sous la présidence de Nicolás Avellaneda, plaça sous sa juridiction le territoire de la municipalité de Buenos Aires, en la séparant de la province homonyme.
Cette disjonction politique entre la capitale et la province dans laquelle elle se situe avait été une aspiration constante des provinces argentines — à l’exception de celle de Buenos Aires, qui s’opposa vigoureusement à cette mesure — tout au long du processus de formation de l’État national argentin.

## Buenos Aires et les provinces
L’énorme poids démographique et l’importance économique de la ville, détentrice pendant de longues années de l’unique port en eaux profondes du pays, faisaient de cette cité un facteur de déséquilibre dans les relations entre les provinces fédérées. Cette disparité se fit jour dès la révolution de Mai, lorsque les Portègnes rechignèrent à admettre les députés de l’intérieur au sein de la Première Junte de Gouvernement, et s’accentua encore durant la longue période d’instabilité politique des Triumvirats et du Directoire. Les tentatives entreprises en 1819 et en 1826 d’imposer une constitution unitaire, propre à centraliser à Buenos Aires un pouvoir administratif direct s’exerçant sur l’ensemble du territoire national, exacerba la situation, et les mesures politiques prises par les provinces dans les années subséquentes — telles que le Pacte fédéral — tendaient à garantir qu’une situation semblable ne pût jamais être créée.
La Constitution nationale, sanctionnée à Santa Fe de la Vera Cruz le 1er mai 1853, désignait, en son article 3, la ville de Buenos Aires comme la capitale nationale :
« Article 3 : Les autorités qui exercent le gouvernement fédéral résident dans la ville de Buenos Aires, qui est déclarée capitale de la Confédération par voie d’une loi spéciale. »
Pourtant, la représentation équitable des provinces au sein de la Convention constituante de 1853 suscita le rejet de ladite Constitution par Buenos Aires, que la forme fédérale de gouvernement telle qu’adoptée par la Convention eût privé de bon nombre de ses privilèges, puis la scission de l’État de Buenos Aires d’avec le reste de la Confédération ; son refus d'accepter la fédéralisation de la ville (c.-à-d. de la voir placée sous la tutelle directe de l'État national) empêcha la mise en œuvre de l’article constitutionnel et porta le gouvernement de la Confédération argentine à s’établir dans la ville de Paraná, pour lors capitale de la province d'Entre Ríos, qui fut en conséquence fédéralisée, sous la dénomination de Territoire fédéral d’Entre Ríos.
Quoique les conventionnels, pour apaiser le conflit, s’abstinssent de fixer dans le texte de la constitution le statut fédéral de Buenos Aires, ils le firent en revanche ensuite, au moyen d’une loi spéciale, sanctionnée le 6 mai 1853, peu de jours donc après la prestation de serment à la Constitution. La récusation par Buenos Aires de la tutelle de la Convention conduisit la province à rester de facto séparée de la Confédération argentine, et ce jusqu’au pacte de San José de Flores de novembre 1859, qui faisait suite à la défaite de Buenos Aires à la bataille de Cepeda et aux termes duquel elle consentait à se réintégrer dans la Confédération en contrepartie de plusieurs modifications au texte constitutionnel et de l’abrogation de la fédéralisation de Buenos Aires.

## Le gouvernement fédéral,hôtede Buenos Aires

Partidos de la province de Buenos Aires avant la fédéralisation de la ville de Buenos Aires. En rouge, la ville actuelle avec ses quartiers.

Entre 1860 et 1880, les autorités fédérales résidèrent à Buenos Aires, mais sans exercer d’autorité administrative immédiate sur le territoire qui les hébergeait ; cette malcommode anomalie fut levée en 1874, quand les élections portèrent au pouvoir le candidat de l’intérieur, le tucumanais Nicolás Avellaneda, après l’échec en 1874 du soulèvement des Portègnes emmenés par Bartolomé Mitre ; en effet, les forces loyales au gouvernement fédéral vainquirent Mitre à la bataille de La Verde, le 26 novembre, et son partisan José Miguel Arredondo, à la bataille de Santa Rosa, le grand gagnant de cette confrontation étant le général Julio Argentino Roca, vainqueur de Santa Rosa, qui sut ainsi consolider son ascendant politique, ce qui allait ensuite lui permettre d’accéder à la présidence lors du prochain mandat présidentiel.
Les rapports entre autorités fédérales et autorités bonaerenses n’en continuèrent pas moins d’être hostiles ; le Parti unitaire nationaliste de Mitre appela à l’abstention électorale, pendant que le gouverneur de Buenos Aires, Carlos Casares, s’appliquait à consolider la ligne de démarcation entre pouvoirs de police et administration, qui faisaient partie de ses attributions, d’une part, et pouvoir fédéral d’autre part. Avellaneda, œuvrant à la réconciliation, amnistia notamment les insurgés, mais ce geste n’eut qu’un faible résultat. Lorsque, en 1880, les perspectives de Mitre d’accéder à la présidence se trouvaient de nouveau compromises par l’appui apporté par Avellaneda à Roca, l’usage des armes parut une nouvelle fois imminent. Le nouveau gouverneur de la province, le mitriste Carlos Tejedor, fit allusion, dans un sien discours, au statut d'« hôte » (au sens de locataire) du gouvernement fédéral.

## Fédéralisation par les armes

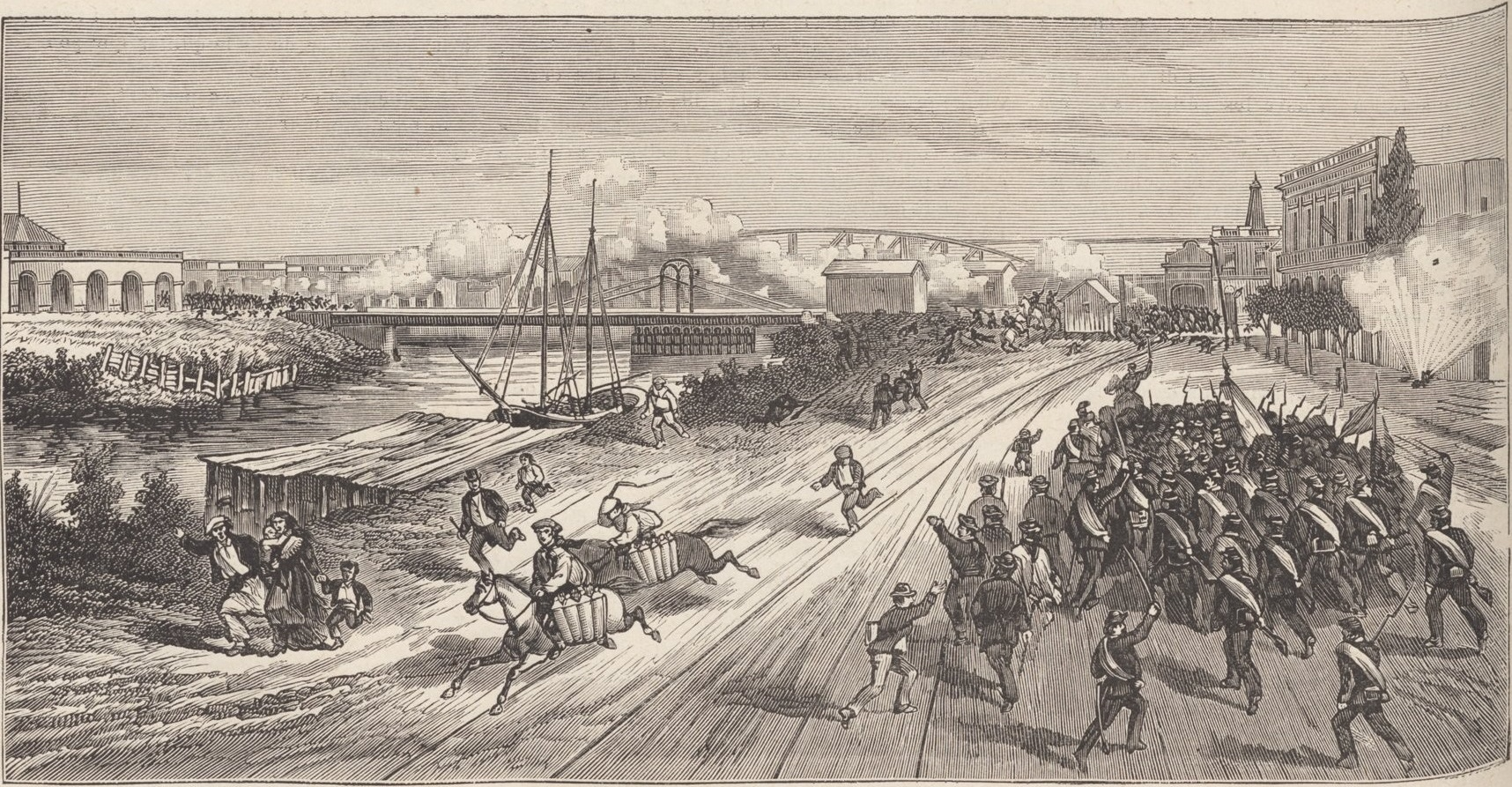
Combat du 20 juin: Défense du pont de Barrancas par la garde nationale de Buenos Aires.

Quand le gouvernement fédéral d’Avellaneda annonça son intention de légiférer sur la fédéralisation de Buenos Aires, Tejedor décréta la mobilisation militaire et ordonna la constitution de milices pour former les citoyens au maniement des armes. Le Congrès national argentin adopta alors une loi faisant interdiction aux provinces de mobiliser des troupes sans autorisation expresse de l’autorité fédérale, mais Buenos Aires dédaigna cette interdiction. Ainsi, lorsque le gouvernement fédéral ordonna la réquisition d’un bateau chargé d’armes destinées à la milice provinciale de Buenos Aires, le colonel José Inocencio Arias, sur instruction de Tejedor, empêcha les forces nationales d’accomplir cette manœuvre.
Devant l’attitude belliqueuse des autorités portègnes, Avellaneda disposa que le gouvernement fédéral fût retiré de la ville de Buenos Aires et désigna le village de Belgrano, alors en dehors du périmètre portègne, comme siège transitoire de ce gouvernement. Le Sénat, la Cour suprême de justice et une partie de la Chambre des députés y furent transférés, avant que l’armée nationale, sous le commandement de Roca, ne mît le siège devant Buenos Aires.

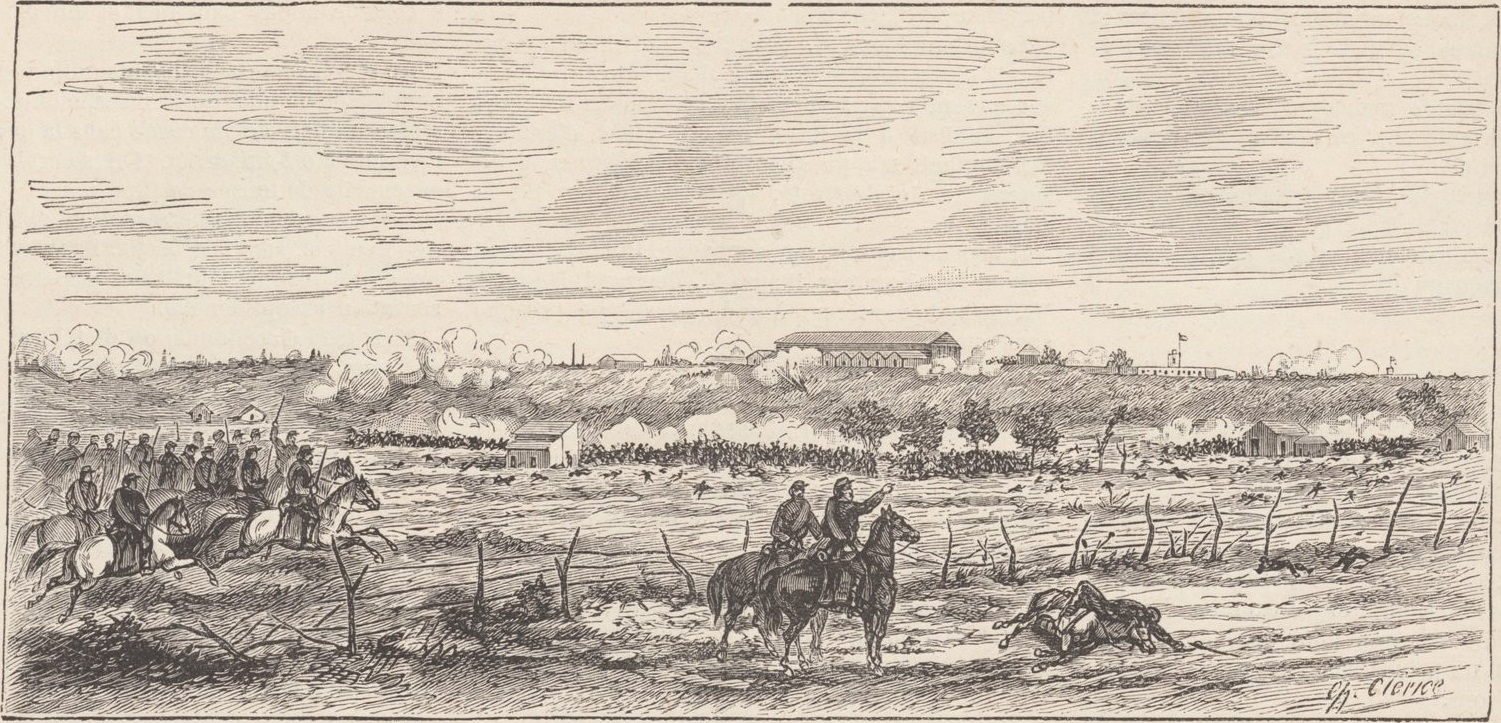
Bataille du 21 juin: Attaque, par les troupes nationales, des hauteurs des Corrales (abattoirs), défendues par la garde nationale de Buenos Aires.

Il s’ensuivit un affrontement particulièrement acharné ; une série de féroces combats à Olivera, Puente Alsina, Barracas et Corrales Viejos (actuel Parque Patricios, près de San José de Flores), se soldèrent par la défaite des troupes de Tejedor. Mitre, en dépit de ce qu’il avait prêté appui aux insurgés, s’offrit comme médiateur, et obtint la signature d’un accord prévoyant le désarmement de la milice provinciale et la démission de Tejedor.
Le congrès, depuis son siège provisoire à Belgrano — dans l’édifice de l’actuel Musée historique Sarmiento —, décida de dissoudre la législature de Buenos Aires. Le 24 août 1880, Avellaneda présenta un projet de loi aux termes duquel Buenos Aires était déclarée capitale de la république argentine et placée sous la tutelle directe de l’État fédéral ; le 21 septembre, cette loi fut approuvée. À la suite de sa ratification quelques jours plus tard par la législature portègne, Buenos Aires fut séparé de la province homonyme. La capitale de celle-ci fut transférée vers la ville de La Plata, fondée spécialement à cet effet en 1882, tandis que le gentilé de bonaerense allait s’appliquer désormais aux originaires de la province et que celui de porteño était maintenu pour ceux originaires de la ville.